# Diablo Cody
Brook Busey-Hunt (Lemont, Illinois, 14 de juny de 1978), més coneguda pel pseudònim Diablo Cody, és una guionista i blogger nord-americana guanyadora de l'Oscar al millor guió original de 2007 pel seu guió per a la pel·lícula Juno. També és guionista de la pel·lícula protagonitzada per Megan Fox, Jennifer's Body, i de la propera pel·lícula d'Alfonso Cuarón, The Umbrella Academy. El 2021 va guanyar el Premi Tony al millor llibret de musical per Jagged Little Pill

## Biografia

### Inicis
Fins als 24 anys, la vida de Brook Busey va transcórrer en un barri residencial de Chicago, en el si d'una família de classe mitjana alta. A aquesta edat es va enamorar de Jon Hunt per Internet –amb qui es va casar i separar posteriorment–, es va traslladar a Minnesota amb ell i, encara que treballava de mecanògrafa, es va sentir atreta pel món de l'streaptease, alternant aquest treball amb un servei sexual telefònic. La seva vida va canviar quan un productor de Hollywood es va fixar en el blog on narrava totes les seves experiències, la va impulsar per escriure un llibre (Candy girl: a year of the life of an unlikely stripper) i li va insistir per escriure un guió sobre est, treball que amb el temps es transformaria en el guió de Juno.

### TV
Recentment ha escrit la sèrie de televisió United states of Tara, basada en una idea de Steven Spielberg la primera temporada de la qual s'han emès als EUA a Showtime, al Canadà per The Movie Network i a Espanya en Paramount Comedy. Després de la difusió de tan sols 4 episodis, s'han renovat per a una segona temporada. La sèrie tracta sobre la vida de Tara, una dona que pateix de múltiples personalitats. Ella creu ser T, Buck i Alice. La història no només es bas en aquest fet, també explica com suporta la família aquesta situació i conviu amb les seves excentricitats.

## Filmografia
- Ricki and the Flaix (2015), guionista.
- Paradise (2013), directora, guionista.
- The Umbrella Academy (2012), guionista.
- Young Adult (2011), guionista.
- Breathers: A Zombie´s Lament (2011), productora.
- Jennifer's Bodi (2009), guionista.
- United States Of Tara (2009-2011), guionista.
- Juno (2007), guionista.

## Premis

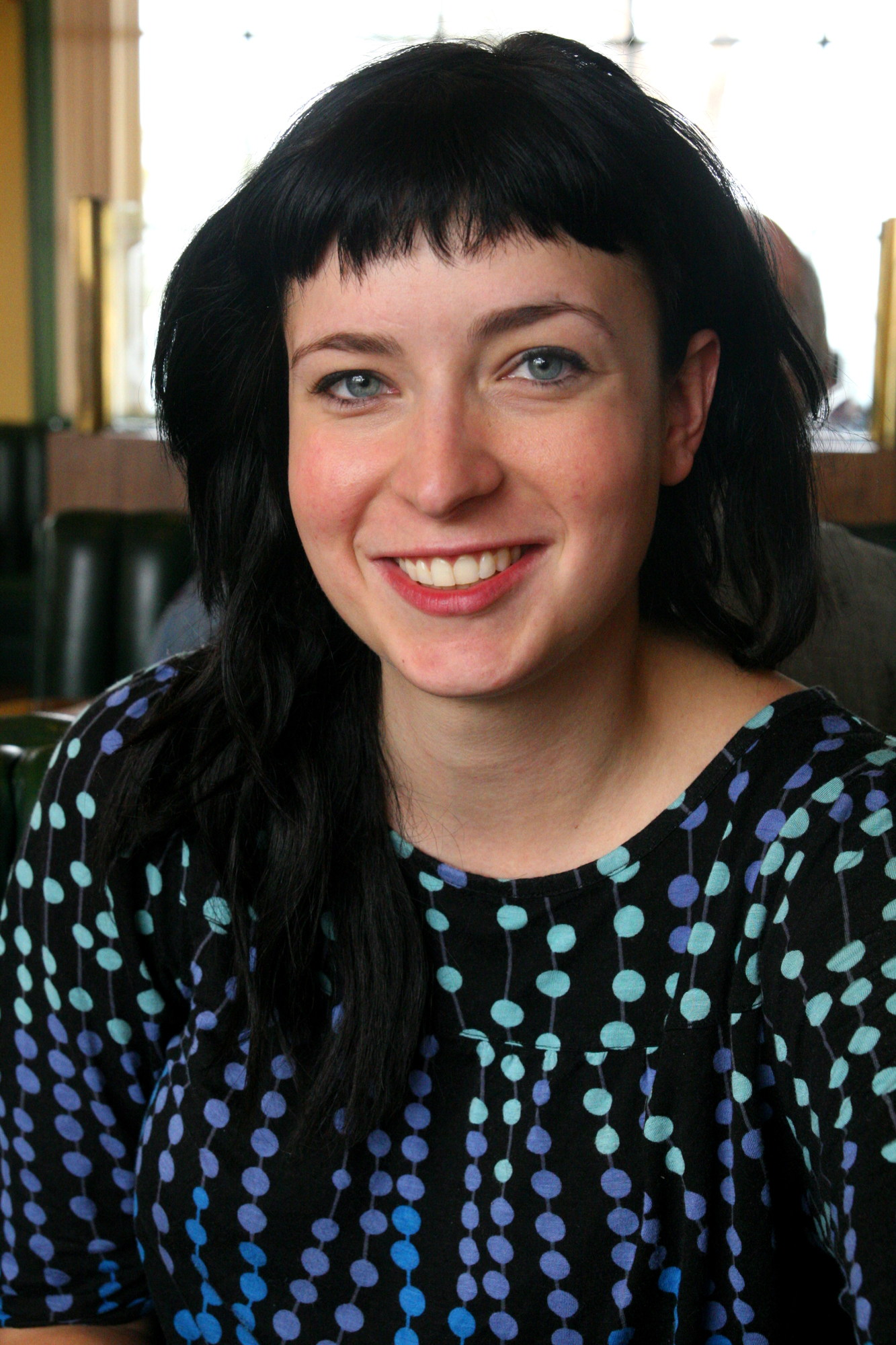
Diablo Cody al gener de 2008.

### Óscar
| Any  | Categoria            | Pel·lícula | Resultat   |
| ---- | -------------------- | ---------- | ---------- |
| 2008 | Millor guió original | Juno       | Guanyadora |

### Globus d'Or
| Any  | Categoria            | Pel·lícula | Resultat  |
| ---- | -------------------- | ---------- | --------- |
| 2007 | Millor guió original | Juno       | Candidata |

### Premis BAFTA
| Any  | Categoria            | Pel·lícula | Resultat   |
| ---- | -------------------- | ---------- | ---------- |
| 2007 | Millor guió original | Juno       | Guanyadora |

### Independent Spirit Awards
| Any  | Categoria                   | Pel·lícula | Resultat   |
| ---- | --------------------------- | ---------- | ---------- |
| 2007 | Millor guió d'òpera primera | Juno       | Guanyadora |